# Stefan de Bod
Stefan de Bod (Stellenbosch, 17 de noviembre de 1996) es un ciclista profesional sudafricano que desde 2025 corre para el equipo Terengganu Cycling Team.

## Palmarés
2016
- 2.º en el Campeonato de Sudáfrica en Ruta

2017
- 2.º en el Campeonato de Sudáfrica en Ruta
- 2.º en el Campeonato de Sudáfrica Contrarreloj
- 2.º en el Campeonato Africano Contrarreloj

2018
- Gran Premio Palio del Recioto[2]

2019
- 2.º en el Campeonato de Sudáfrica Contrarreloj
- 3.º en el Campeonato de Sudáfrica en Ruta
- Campeonato Africano Contrarreloj

2020
- 2.º en el Campeonato de Sudáfrica Contrarreloj

2023
- Campeonato de Sudáfrica Contrarreloj

2025
- 2.º en el Campeonato de Sudáfrica Contrarreloj
- Gran Premio Syedra Ancient City
- Tour de Mersin, más 1 etapa

## Resultados en Grandes Vueltas y Campeonatos del Mundo
| Carrera              | Carrera              | 2016 | 2017 | 2018 | 2019 | 2020 | 2021  | 2022 | 2023 | 2024 |
| -------------------- | -------------------- | ---- | ---- | ---- | ---- | ---- | ----- | ---- | ---- | ---- |
|                      | Giro de Italia       | —    | —    | —    | —    | —    | —     | —    | Ab.  | 80.º |
|                      | Tour de Francia      | —    | —    | —    | —    | —    | F. c. | —    | —    | —    |
|                      | Vuelta a España      | —    | —    | —    | —    | 94.º | —     | —    | —    | —    |
| Mundial en Ruta      | Mundial en Ruta      | —    | —    | —    | Ab.  | —    | —     | —    | —    | —    |
| Mundial Contrarreloj | Mundial Contrarreloj | —    | —    | —    | 41.º | —    | —     | —    | 24.º | —    |

—: no participa

Ab.: abandono

F. c.: fuera de control